# Frederik Søgaard
Frederik Søgaard Mortensen (* 25. Juli 1997 in Nyborg) ist ein dänischer Badmintonspieler.

## Karriere
Søgaard kam mit fünf Jahren durch seine Familie zum Badminton. 2014 wurde er Dänischer Juniorenmeister und war mit seinem Erfolg bei den Finnish International mit Mathias Bay-Smidt erstmals bei einem internationalen Wettkampf der Erwachsenen siegreich. Im Jahr darauf erspielte er drei Medaillen bei den Junioreneuropameisterschaften. Neben dritten Plätzen im Herrendoppel und mit der Mannschaft zog er im Mixed ins Endspiel ein. Bei den Weltmeisterschaften der Junioren wurde er an der Seite von Joel Eipe Vizemeister. 2016 erreichte Søgaard das Finale der Prague Open und der Slovenian International. Zwei Jahre später wurde er bei den internationalen Meisterschaften Portugals und Belgiens Zweiter, bevor er bei den Hungarian International triumphierte. Außerdem erreichte er mit David Daugaard bei den Scottish Open zum ersten Mal das Finale eines Wettkampfs der BWF World Tour. 2019 wurde Søgaard Vizemeister bei den dänischen Meisterschaften und Europameister mit der dänischen Nationalmannschaft. Im folgenden Jahr siegte der Däne auch mit dem Herrenteam bei den Kontinentalmeisterschaften, bevor er 2021 den Titel bei den Mannschaftseuropameisterschaften verteidigen konnte. An der Seite von Mads Pieler Kolding war Søgaard bei den Portugal International erfolgreich. 2021 und 2022 erspielte er mit dem Nationalteam beim Thomas Cup jeweils die Bronzemedaille. Auf Vereinsebene schloss er mit dem 1. BC Bischmisheim die 1. Badminton-Bundesliga auf dem zweiten Platz ab, während er international Titel bei den Polish Open und den Dutch International mit Rasmus Kjær gewann.

## Sportliche Erfolge
| Jahr | Veranstaltung                       | Platz | Disziplin    | Spielpartner      |
| ---- | ----------------------------------- | ----- | ------------ | ----------------- |
| 2013 | Danish Junior Cup 2013              | 1.    | Herrendoppel | Victor Svendsen   |
| 2013 | Danish Junior Cup 2013              | 1.    | Mixed        | Maiken Fruergaard |
| 2014 | Danish Junior Cup 2014              | 1.    | Herrendoppel | Mathias Bay-Smidt |
| 2014 | Dänische Juniorenmeisterschaft 2014 | 1.    | Herrendoppel | Mads Sørensen     |
| 2015 | Junioreneuropameisterschaft 2015    | 3.    | Herrendoppel | Mathias Bay-Smidt |
| 2015 | Junioreneuropameisterschaft 2015    | 2.    | Mixed        | Sara Lundgaard    |
| 2015 | Junioreneuropameisterschaft 2015    | 3.    | Mannschaft   | Dänemark          |
| 2015 | Juniorenweltmeisterschaft 2015      | 2.    | Herrendoppel | Joel Eipe         |
| 2015 | Lithuanian Juniors 2015             | 1.    | Herrendoppel | Joel Eipe         |
| 2015 | Lithuanian Juniors 2015             | 1.    | Mixed        | Sara Lundgaard    |
| 2015 | Danish Junior Cup 2015              | 1.    | Herrendoppel | Yuta Watanabe     |
| 2015 | Danish Junior Cup 2015              | 1.    | Mixed        | Sara Lundgaard    |

| Jahr | Veranstaltung                | Platz | Disziplin    | Spielpartner        |
| ---- | ---------------------------- | ----- | ------------ | ------------------- |
| 2014 | Finnish International 2014   | 1.    | Herrendoppel | Mathias Bay-Smidt   |
| 2016 | Slovenia International 2016  | 2.    | Herrendoppel | Mathias Bay-Smidt   |
| 2016 | Prague Open 2016             | 2.    | Herrendoppel | Mathias Bay-Smidt   |
| 2018 | Portugal International 2018  | 2.    | Herrendoppel | Mathias Bay-Smidt   |
| 2018 | Belgian International 2018   | 2.    | Herrendoppel | David Daugaard      |
| 2018 | Hungarian International 2018 | 1.    | Herrendoppel | David Daugaard      |
| 2018 | Scottish Open 2018           | 2.    | Herrendoppel | David Daugaard      |
| 2019 | Europameisterschaft 2019     | 1.    | Mannschaft   | Dänemark            |
| 2019 | Dänische Meisterschaft 2019  | 2.    | Herrendoppel | David Daugaard      |
| 2020 | Europameisterschaft 2020     | 1.    | Mannschaft   | Dänemark            |
| 2021 | Europameisterschaft 2021     | 1.    | Mannschaft   | Dänemark            |
| 2021 | Thomas Cup 2020              | 3.    | Mannschaft   | Dänemark            |
| 2021 | Portugal International 2021  | 1.    | Herrendoppel | Mads Pieler Kolding |
| 2022 | Thomas Cup 2022              | 3.    | Mannschaft   | Dänemark            |
| 2022 | Polish Open 2022             | 1.    | Herrendoppel | Rasmus Kjær         |
| 2022 | Dutch International 2022     | 1.    | Herrendoppel | Rasmus Kjær         |
| 2022 | Welsh International          | 1.    | Herrendoppel | Rasmus Kjær         |
| 2023 | Denmark Masters              | 1.    | Herrendoppel | Rasmus Kjær         |